# Psilocerea apiciata
Psilocerea apiciata är en fjärilsart som beskrevs av W. Warren 1897. Psilocerea apiciata ingår i släktet Psilocerea och familjen mätare. Inga underarter finns listade.